# Acetofenon
Acetofenon nebo také fenylmetylketon je bezbarvá kapalina se vzorcem C6H5COCH3.

## Vlastnosti
- příjemná vůně
- teplota varu: 202 °C
- teplota tuhnutí: pod 20 °C
- mírné anestetikum

## Výroba
Acetylace benzenu acetylchloridem (katalyzátorem je chlorid hlinitý):

## Využití
Acetofenon se používá jako fotosensitizér a katalyzátor polymerace alkenů ve farmaceutické a kosmetické výrobě.